# Кудиновський (Фроловський район)
Кудиновський (рос. Кудиновский) — хутір у Фроловському районі Волгоградської області Російської Федерації.
Населення становить 8  осіб. Входить до складу муніципального утворення Большеличакське сільське поселення.

## Історія
Хутір розташований у межах українського історичного та культурного регіону Жовтий Клин.
Згідно із законом від 14 лютого 2005 року № 1002-ОД органом місцевого самоврядування є Большеличакське сільське поселення.

## Населення
| 2002 | 2010 |
| ---- | ---- |
| 4    | ↗8   |